# .wtf
.wtf és un domini de primer nivell genèric (gTLD) gestionat pel registrador de dominis Donuts. Deriva de «WTF», les sigles a internet de l'expressió en anglès what the fuck?.
El juny de 2012, Ryan Singel va predir a Wired que mai ningú no establiria el domini .wtf, però el mateix mes es va presentar una sol·licitud per al domini a l'Internet Corporation for Assigned Names and Numbers (ICANN) i, malgrat que l'agost de 2012 el govern d'Aràbia Saudita es va oposar a .wtf i 30 dominis de primer nivell més recentment proposats, l'ICANN va aprovar .wtf el 23 d'abril de 2014. Google ha indexat al voltant de 4.350.000 de pàgines web amb el domini .wtf.